# Егоров, Иван Филиппович
Иван Филиппович Его́ров (1911—1979) — советский железнодорожник, Герой Социалистического Труда (1959).

## Биография
Родился в семье рыбака-помора, в ранней юности работал матросом в шуерецких  рыбацких артелях.
С 1927 года работал кочегаром, машинистом на торговых судах Мурманского порта.
С 1938 года — кочегар, помощник машиниста локомотивного депо г. Кемь.
В годы Великой Отечественной войны работал помощником машиниста на Кировской железной дороге, во время обстрела железнодорожного состава получил тяжёлую контузию.
После окончания войны продолжал трудовую деятельность машинистом локомотивного депо г. Кемь.
Указом Президиума Верховного Совета СССР от 1 августа 1959 года И. Ф. Егорову было присвоено звание Героя Социалистического Труда.